# Canton de Castillonnès
Le canton de Castillonnès est une ancienne division administrative française située dans le département de Lot-et-Garonne, en région Aquitaine.

## Géographie
Ce canton était organisé autour de Castillonnès dans l'arrondissement de Villeneuve-sur-Lot. Son altitude variait de 56 m (Lalandusse) à 185 m (Sérignac-Péboudou) pour une altitude moyenne de 110 m.

## Composition
Le canton de Castillonnès groupait dix communes.
| Nom                      | Code Insee | Intercommunalité                         | Superficie (km2) | Population (dernière pop. légale) | Densité (hab./km2) |
| ------------------------ | ---------- | ---------------------------------------- | ---------------- | --------------------------------- | ------------------ |
| Castillonnès (chef-lieu) | 47057      | CC des Bastides en Haut-Agenais Périgord | 19,40            | 1 421 (2014)                      | 73                 |
| Cahuzac                  | 47044      | CC des Bastides en Haut-Agenais Périgord | 8,04             | 296 (2014)                        | 37                 |
| Cavarc                   | 47063      | CC des Bastides en Haut-Agenais Périgord | 11,99            | 162 (2014)                        | 14                 |
| Douzains                 | 47084      | CC des Bastides en Haut-Agenais Périgord | 12,66            | 257 (2014)                        | 20                 |
| Ferrensac                | 47096      | CC des Bastides en Haut-Agenais Périgord | 12,32            | 218 (2014)                        | 18                 |
| Lalandusse               | 47132      | CC des Bastides en Haut-Agenais Périgord | 9,37             | 216 (2014)                        | 23                 |
| Lougratte                | 47152      | CC des Bastides en Haut-Agenais Périgord | 20,45            | 432 (2014)                        | 21                 |
| Montauriol               | 47183      | CC des Bastides en Haut-Agenais Périgord | 9,92             | 181 (2014)                        | 18                 |
| Saint-Quentin-du-Dropt   | 47272      | CC des Bastides en Haut-Agenais Périgord | 11,90            | 200 (2014)                        | 17                 |
| Sérignac-Péboudou        | 47299      | CC des Bastides en Haut-Agenais Périgord | 12,12            | 177 (2014)                        | 15                 |

## Démographie
| 1962  | 1968  | 1975  | 1982  | 1990  | 1999  | 2006  | 2011  | 2012  |
| ----- | ----- | ----- | ----- | ----- | ----- | ----- | ----- | ----- |
| 4 160 | 3 837 | 3 422 | 3 322 | 3 343 | 3 304 | 3 561 | 3 524 | 3 544 |

## Histoire
De 1833 à 1848, les cantons de Castillonnès et de Villeréal avaient le même conseiller général. Le nombre de cantons était limité à 30 par département.

## Représentation

### Conseillers généraux de 1833 à 2015
| Période | Période          | Identité                                           | Étiquette             | Qualité |
| ------- | ---------------- | -------------------------------------------------- | --------------------- | --- |
| 1833    | 1839             | Charles de Labastide                               |                       | Ancien maire de Saint-Quentin (1805-1832) |
| 1839    | 1847             | Camille Pierre Alexis Paganel                      | Centre ministériel    | Maître des requêtes au Conseil d'État Directeur des haras, secrétaire général du Ministère de l'Agriculture et du Commerce Député (1834-1846) |
| 1847    | 1852             | Pierre Louis Comte de Gironde                      |                       | Ancien conseiller de préfecture Propriétaire, maire de Ferrensac (1837-1843)                                                                  |
| 1852    | 1861             | Aimar de Bony                                      |                       | Propriétaire à Cahuzac |
| 1861    | 1870             | Charles Philip de Laborie                          | Droite                | Ancien conseiller de préfecture, maire de Castillonnès (1870-1871) Élu en 1871 dans le canton d'Issigeac (Dordogne)                           |
| 1870    | 1880             | Jean Chrisosthome de Baillet                       | Droite                | Propriétaire à Castillonnès |
| 1880    | 1886             | Louis Pierre de Gironde                            | Droite                | Propriétaire à Castillonnès |
| 1886    | 1892             | Marquis Paul Louis Fernand de Carbonnier de Marzac | Droite                | Chef de bataillon du 55e régiment d'infanterie de ligne Propriétaire à Saint-Cyprien (Dordogne)                                               |
| 1892    | 1904             | Léon Boucheron                                     | Républicain           | Directeur de l'école primaire supérieure de Castillonnès                                                                                      |
| 1904    | 1921 (décès)     | Arnaud Louis Charles de Gironde                    | Conservateur          | Propriétaire à Ferrensac |
| 1922    | 1940             | Camille Fraigneau                                  | RG                    | Propriétaire et notaire à Castillonnès |
|         |                  |                                                    |                       | |
| 1945    | 1954 (décès)     | Élie Martinaud (1885-1954)                         | Rad.                  | Maire de Castillonnès (1944-1954), ancien conseiller d'arrondissement                                                                         |
| 1954    | 1979 (démission) | Roger Roques                                       | SFIO puis PSU puis PS | Professeur de cours agricoles Maire de Saint-Quentin-du-Dropt (1965-1979)                                                                     |
| 1979    | 2001             | Jacques Yvinec                                     | UDF                   | Médecin Maire de Castillonnès (1983-2008) |
| 2001    | 2015             | Christian Ferullo                                  | PS                    | Conseiller en formation continue Conseiller municipal de Castillonnès                                                                         |

### Conseillers d'arrondissement (de 1833 à 1940)
| Période                                  | Période      | Identité                   | Étiquette             | Qualité |
| ---------------------------------------- | ------------ | -------------------------- | --------------------- | --- |
| 1833                                     | 1836         | Jean Bensse                |                       | Avocat, propriétaire, maire de Castillonnès (1834)                                                          |
| 1836                                     | 1848         | Jean Louis Sarrette        |                       | Maire de Castillonnès (1834-1848)                                                                           |
|                                          |              |                            |                       | |
| 1877                                     | 1893 (décès) | Oscar Jean Jacques Bouissy | Bonapartiste          | Maire de Castillonnès (1875-1878), puis de Lougratte (1885-1890)                                            |
|                                          |              |                            |                       | |
| 1901                                     | 1907         | M. Régnier                 | Radical               | |
| 1907                                     |              | M. Guérin                  | Républicain           | |
|                                          |              |                            |                       | |
|                                          | 1937         | Élie Martinaud             | Républicain démocrate | Propriétaire, maire de Castillonnès (1936-1941)                                                             |
| 1937                                     | 1940         | M. Leygoutte               | SFIO                  | Greffier de justice de paix                                                                                 |
| 1940                                     |              |                            |                       | Les conseils d'arrondissement ont été suspendus par la loi du 12 octobre 1940 et n'ont jamais été réactivés |
| Les données manquantes sont à compléter. |              |                            |                       | |